# Central European Tour: Košice-Miskolc
La Central European Tour: Košice-Miskolc és una competició ciclista d'un sol dia. Es disputa entre Košice (Eslovàquia) i Miskolc (Hongria). Creada el 2010, formant part del calendari de l'UCI Europa Tour. Al principi es va anomenar Central European Tour Gyomaendröd GP i després Central European Tour Miskolc GP de 2011 a 2013. El 2014 va adoptar el nom actual.
Juntament amb el Central European Tour: Szerencs-Ibrány i el Central European Tour: Isaszeg-Budapest formen un conjunt de curses que es disputen a l'estiu a Hongria.
No s'ha de confondre amb la Košice–Miskolc

## Palmarès
| Any  | Vencedor          | Segon                | Tercer              |
| ---- | ----------------- | -------------------- | ------------------- |
| 2010 | Alois Kaňkovský   | André Schulze        | Erik Poljanec       |
| 2011 | Matija Kvasina    | Mikhail Antonov      | Robert Nagy         |
| 2012 | Krisztian Lovassy | Viatxeslav Kuznetsov | Pavel Kochetkov     |
| 2013 | Siarhei Papok     | Jan Sokol            | Frederico Rocchetti |
| 2014 | Erik Baška        | Martin Otonicar      | Florian Bissinger   |